# Бек (музыкант)
Бек Дэвид Хэнсен (англ. Beck David Hansen, при рождении Бек Дэвид Кэмпбелл (англ. Bek David Campbell); род. 8 июля 1970) — американский музыкант-мультиинструменталист, автор-исполнитель, многократный номинант и лауреат премии «Грэмми». Пришёл к славе в начале 1990-х годов с лоу-фай, акустическим экспериментальным стилем, а также был известен созданием множества музыкальных коллажей широкого диапазона музыкальных стилей. Его поздние работы относятся к фанку и соулу, к акустическому фолку и поп-музыке, кантри, альтернативному хип-хопу и лоу-фаю, альт-року, психоделической музыке. Выпустил 14 студийных альбомов, 49 синглов и книгу нот (Song Reader).

## Биография

### Детство
Отец — Дэвид Кэмпбелл — канадский музыкант. Участвовал в альбомах Бека как аранжировщик струнных инструментов. Мать — Биббе Хэнсен — вокалистка поп-группы The Whippets и актриса. После расставания родителей Бек остался жить с матерью и братом в бедном латиноамериканском квартале Лос-Анджелеса, пронизанном атмосферой различных музыкальных стилей, что повлияло на его широкий стилевой диапазон. Дедушка по материнской стороне — Эл Хэнсен — участник прогрессивного движения «Флуксус», у истоков которого стоял композитор Джон Кейдж, художник и автор коллажей. Его супруга — Одри Остлин Хэнсен — модель, поэтесса и актриса. По материнской стороне он еврейско-ортодоксального вероисповедания, его дед по отцу — пресвитерианский священник.

### Начало карьеры
После того как Бек оставил последние классы школы в середине 1980-х годов, он занимался самообразованием, много путешествовал, в Германии ему помогал дед, Эл Хэнсен, который был известен причастностью к современным художественным течениям.
В Нью-Йорк он вернулся под влиянием панк-музыки. Переехал в Лос-Анджелес в бедности, но полный энергии[неоднозначно]. Для того чтобы прокормить себя, он нанимался на различные тупиковые, низкооплачиваемые и подённые работы, например на швейную фабрику; играл в различных коллективах и на чём придётся, постоянно продолжая совершенствовать собственную музыку. Выступал в различных клубах и кофешопах, уже тогда задачей Бека было создание яркого артистического шоу, которое радовало бы и очаровывало публику, порой юмористического и эксцентричного.
Первые записи Бека сделаны Томом Гримли на Poop Alleý и Win Records. В атмосфере прогрессивного креатива, царящего на студии Bong Load Custom Records, был выпущен виниловый сингл Loser (1993). Первоначальный тираж составлял 500 копий. Запись неожиданно произвела сенсацию на альтернативном радио, что сразу привлекло к нему основные звукозаписывающие лейблы.
После колебаний Бек, к тому времени уже располагающий большим объёмом неизданного материала, подписал контракт с DGC Records, который допускал возможность одновременного издания музыки на других лейблах. В это же время он издал альбомы One Foot in the Grave на лейбле K, и Stereopathetic Soul Manure на Flipside Records, составленные из его ранних песен, практически акустических, где сочетается альтернативная фолк-музыка и элементы нойза. Завершив запись, Бек отправился в 1995 году в совместный тур с Lollapalooza. Некоторые критики называли его в то время певцом с одной песней, чудом одного хита. К тому же, часть слушателей (особенно аудитория Lollapalooza) была знакома только с Loser и совершенно не воспринимала другого.

### Odelay (1996)
В 1996 году был выпущен альбом Odelay в сотрудничестве с группой The Dust Brothers, участники которой также продюсировали альбом Paul’s Boutique группы Beastie Boys. Альбом понравился критике, стал двойным платиновым и получил две премии «Грэмми».
Вслед за Odelay последовал альбом Mutations в 1998 году, продюсером которого был Найджел Годрич, известный по сотрудничеству с Radiohead. Альбом был записан за две недели. Бек записывал по одной песне в день, так в сессии получилось 14 песен. Mutations представляет собой отход от электронной насыщенности Odelay, больше пронизан народной и блюзовой традицией. Альбом составлен из ранних песен Бека, некоторые написаны в 1994 году.
Песня «Sing It Again» была написана специально для Джонни Кэша, но тот никогда её не исполнял, а Бек посчитал текст «вздором, чепухой». В итоге Кэш исполнил песню «Rowboat» из альбома Stereopathetic Soulmanure.

### Конец 1990-х годов
В 1998 году Бек в сотрудничестве со своим дедом Элом Хэнсеном представил выставку с названием «Бек и Эл энсен: игры со спичками» (англ. Beck & Al Hansen: Playing With Matches). Она представляла собой собрание личных и совместных коллажей, картин и поэтических произведений. Это шоу было представлено музеем Santa Monica для художественных галерей в Нью-Йорке и Виннипеге (Канада). Каталог этой выставки опубликован издательством Smart art press.
В 1999 году выпущен ожидаемый альбом Midnite Vultures, и Бек отправился в мировой тур. Это было возвратом к энергичному шоу, как и во времена тура с Lollapalooza. Например, на сцену во время исполнения песни Debra с потолка спускалась красная кровать, а к привычным инструментам сопровождения прибавилась духовая секция.

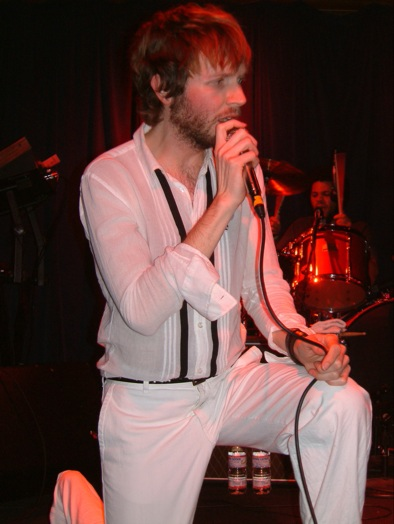
Бек на выступлении в Лос-Анджелесе в 2005 году

### 2000-е годы
После этого, в 2002 году, снова в сотрудничестве с Годричем выпущен альбом Sea Change, воздушный и эмоциональный, который попал в список лучших альбомов в США под номером 8. Концепция этого альбома примерно такова: он описывает этапы, через которые человек проходит после разрыва отношений. В создании альбома принимал участие отец Бека, написавший струнные аранжировки для двух песен. В очередном туре Бека сопровождала группа The Flaming Lips.
В конце 2004 года он вернулся в студию для работы над альбомом, эту запись продюсировали участники группы The Dust Brothers и Тони Хоффер, также принимал участие Джек Уайт из группы White Stripes. В записи наметилось некоторое возвращение к звучанию времён альбома Odelay. Новый альбом выпущен 29 марта 2005 под названием Guero, что на сленге обитателей дешёвых кварталов означает: блондин, светлый. Через девять месяцев выпущен полный сборник ремиксов Guerolito.
В ноябре 2006 года при продюсировании Годрича выпущен альбом The Information, как и Guero, дополненный бонусным диском со своеобразным видеорядом, представляющим собой домашнее видео на песни.
Эти альбомы имели весьма положительные отзывы критики и коммерческий успех.

### Song Reader (2012)
В декабре 2012 года Бек выпустил экспериментальный альбом Song Reader. В альбоме есть ноты и тексты 20 композиций, напечатанные на бумаге, но нет носителей c записанной музыкой в исполнении музыкантов. Чтобы послушать песни, их надо сыграть и спеть самим слушателям. Был также создан отдельный сайт для этого альбома, где все желающие могли размещать собственное исполнение песен из альбома.

### Morning Phase (2014)
Зимой 2014 года Бек выпустил двенадцатый студийный альбом — Morning Phase, представляющий собой акустический диск в стиле Sea Change. В записи участвовали большинство музыкантов, ранее принимавших участие в записи альбома Modern Guilt, включая давнего коллегу Бека — Смоки Хормела. Помимо этого, он выпустил три фолк-сингла: Defriended, I Won’t Be Long и Gimme.

## Проекты с другими музыкантами
Бек участвовал в съёмках клипа White Stripes The Hardest Button to Button и The Stone Roses Love Spreads. Читал рэп и появился в клипе Jon Spencer Blues Explosion на песню Flavor. Участвовал в сборнике North American Halloween Prevention, Inc. song, исполнив песню Do They Know It’s Hallowe’en?. Исполнил песни Don’t Be Light и The Vagabond, а также сыграл на губной гармонике для третьего студийного альбома, 10 000 Hz Legend французского электронного дуэта Air. Участвовал в записи альбома More Oar: A Tribute to Alexander «Skip» Spence, спев песню Halo of Gold. Исполнил песню Velvet Underground «I’m Set Free» на Tiebetian freedom concert совместно с лидером Radiohead Томом Йорком. Безвозмездно участвовал в альбоме Macy Gray’s The Trouble With Being Myself, исполнив песню It Ain’t the Money. Выпустил ремикс на трек Бьорк Alarm Call под названием Bjeck Mix. Спел дуэтом с Эммилу Харрис в альбоме трибьютов Грэму Парсонсу, представив классическую песню Sin City. Выступил продюсером альбома IRM Шарлотты Генсбур.
Одна из версий Windows Media Player содержит 30 секундный семпл из песни «Beautiful Way».
Песня группы Grandaddy Jed’s Other Poem (Beautiful Ground) содержит слова «I try to sing it funny like Beck…» («Я хотел бы это спеть так неповторимо, как Бек…»).
Flaming Lips открывали свой тур песней Thank You Jack White for the Fiber-Optic Jesus That You Gave Me.
В 2020 году стал приглашённым исполнителем в песне "The Valley of The Pagans" группы Gorillaz. Трек вошёл в их седьмой студийный альбом Song Machine, Season One: Strange Timez, вышедший 23 октября.
В 2021 году стал приглашённым исполнителем в песне "Find My Way" Пола МакКартни. Сама песня была из прошлогоднего альбома Пола McCartney III Imagined.

## Личная жизнь

### Отношения
На протяжении девяти лет Бек состоял в отношениях с дизайнером Ли Лаймон. Их расставание вдохновило его на написание альбома Sea Change.
В 2004 году Бек женился на актрисе Мариссе Рибизи, от которой у него есть двое детей — сын Козимо (род. 2004) и дочь Тьюсдей (род. 2007). В феврале 2019 года Бек подал на развод.

### Религия
Мать Бека, Биббе Хэнсен, — еврейка, тогда как отец, Дэвид Кэмпбелл, — саентолог. Его бывшая жена, Марисса Рибизи, также является саентологом во втором поколении. Бек впервые признал свою принадлежность к саентологии в 2005 году. В ноябре 2019 года он заявил, что покинул саентологию и не имеет с ней никаких связей.

## Фильмография
- Population: 1 (1986), короткое появление с аккордеоном в бэнде.
- Kill the Moonlight (1994), «Leave Me on the Moon», «Last Night I Traded My Souls Innermost for Some Pickled Fish» и «Underwater Music».
- SubUrbia (1996), «Feather in Your Cap».
- A Life Less Ordinary (1997), «Deadweight».
- Bury Me in Kern County (1998), «Megaboob».
- Карапузы (1998), «This World Is Something New to Me» with various other artists.
- A Room for Romeo Brass (1999), «O Maria» и «Dead Melodies».
- Condo Painting (2000), «Computer Girls».
- Heartbreakers (2001), «Tropicalia».
- Moulin Rouge! (2001), «Diamond Dogs» (Дэвид Боуи cover).
- Southlander (2001), выступил в небольшой роли, сыграл и спел «Puttin It Down» и «Broken Train».
- City of Ghosts (2002), «Blackhole».
- Adaptation. (2002), «Dead Melodies».
- Holes (2003), «He’s a Mighty Good Leader».
- Along Came Polly (2004), «Lost Cause».
- Вечное сияние чистого разума (2004), «Everybody’s Got to Learn Sometime» (The Korgis cover).
- Между небом и землёй (2005), «Strange Invitation».
- Inland Empire (2006), «Black Tambourine».
- Nacho Libre (2006), «My Heart Is with the Children», «There Is No Place for Me in This World», «Tender Beasts of the Spangled Night», «10,000 Pesos», «Holy Man» и «Return of the Luchador».
- Life During Wartime (2009), «Life During Wartime» (with Devendra Banhart)
- The Twilight Saga: Eclipse (2010), «Let’s Get Lost» (with Bat For Lashes)
- Скотт Пилигрим против всех (2010), «We Are Sex Bob-Omb», «Garbage Truck», «Threshold», «Summertime», «Ramona»

## Дискография

### Студийные альбомы
- 1988 — Banjo Story
- 1993 — Golden Feelings
- 1994 — A Western Harvest Field By Moonlight
- 1994 — Stereopathetic Soulmanure
- 1994 — Mellow Gold
- 1994 — One Foot in the Grave
- 1996 — Odelay
- 1998 — Mutations
- 1999 — Midnite Vultures
- 2002 — Sea Change
- 2005 — Guero
- 2005 — Guerolito
- 2006 — The Information
- 2008 — Modern Guilt
- 2014 — Morning Phase
- 2017 — Colors
- 2019 — Hyperspace

### Студийный альбом, ноты и тексты песен
- 2012 — Song Reader

### Синглы
| Год  | Песня                   | Позиция в чарте | Позиция в чарте | Позиция в чарте | Позиция в чарте | Позиция в чарте | Позиция в чарте | Позиция в чарте | Позиция в чарте | Позиция в чарте | Позиция в чарте | Позиция в чарте | Позиция в чарте | Позиция в чарте | Позиция в чарте | Альбом                          |
| Год  | Песня                   | U.S.            | US Mod          | AUS             | AUT             | CAN             | SWI             | FRA             | GER             | IRE             | NLD             | NZ              | NOR             | SWE             | UK              | Альбом                          |
| ---- | ----------------------- | --------------- | --------------- | --------------- | --------------- | --------------- | --------------- | --------------- | --------------- | --------------- | --------------- | --------------- | --------------- | --------------- | --------------- | ------------------------------- |
| 1994 | «Loser»                 | 10              | 1               | 8               | 10              | 7               | 19              | 20              | 18              | 28              | 21              | 5               | 1               | 6               | 15              | Mellow Gold                     |
| 1994 | «Pay No Mind (Snoozer)» | —               | —               | —               | —               | —               | —               | —               | —               | —               | —               | —               | —               | —               | —               | Mellow Gold                     |
| 1994 | «Beercan»               | —               | 27              | —               | —               | —               | —               | —               | —               | —               | —               | —               | —               | —               | —               | Mellow Gold                     |
| 1996 | «Where It’s At»         | 61              | 5               | —               | —               | 50              | —               | —               | —               | —               | —               | 34              | —               | 49              | 35              | Odelay                          |
| 1996 | «Devils Haircut»        | 94              | 23              | —               | —               | —               | —               | —               | —               | —               | —               | —               | —               | —               | 22              | Odelay                          |
| 1997 | «The New Pollution»     | 78              | 9               | —               | —               | 39              | —               | —               | —               | —               | 95              | —               | —               | —               | 14              | Odelay                          |
| 1997 | «Sissyneck»             | —               | —               | —               | —               | —               | —               | —               | —               | —               | —               | —               | —               | —               | 30              | Odelay                          |
| 1997 | «Jack-Ass»              | 73              | 15              | —               | —               | —               | —               | —               | —               | —               | —               | —               | —               | —               | -1              | Odelay                          |
| 1997 | «Deadweight»            | —               | 16              | —               | —               | —               | —               | —               | —               | —               | —               | —               | —               | 60              | 23              | A Life Less Ordinary Soundtrack |
| 1998 | «Tropicalia»            | —               | 21              | —               | —               | 66              | —               | —               | —               | —               | —               | 49              | —               | —               | 39              | Mutations                       |
| 1999 | «Sexx Laws»             | —               | 21              | —               | —               | —               | —               | —               | —               | —               | —               | —               | —               | —               | 27              | Midnite Vultures                |
| 2000 | «Mixed Bizness»         | —               | 36              | —               | —               | —               | —               | —               | —               | —               | —               | —               | —               | —               | 34              | Midnite Vultures                |
| 2002 | «Lost Cause»            | —               | 36              | —               | —               | —               | —               | —               | —               | —               | —               | —               | —               | —               | —               | Sea Change                      |
| 2005 | «E-Pro»                 | 65              | 1               | —               | —               | —               | —               | —               | —               | —               | —               | —               | —               | —               | 38              | Guero                           |
| 2005 | «Girl»                  | 100             | 8               | —               | —               | —               | —               | —               | —               | —               | —               | —               | —               | —               | 45              | Guero                           |
| 2006 | «Nausea»                | —               | 13              | —               | —               | —               | —               | —               | —               | —               | —               | —               | —               | —               | —               | The Information                 |
| 2007 | «Think I’m in Love»     | —               | 22              | —               | —               | —               | —               | —               | —               | —               | —               | —               | —               | —               | —               | The Information                 |
| 2007 | «Timebomb»              | 103             | 29              | —               | —               | 40              | —               | —               | —               | —               | —               | —               | —               | —               | 154             | Single-only release             |
| 2008 | «Chemtrails»            | —               | —               | —               | —               | —               | —               | —               | —               | —               | —               | —               | —               | —               | —               | Modern Guilt                    |
| 2008 | «Gamma Ray»             | —               | 19              | —               | —               | —               | —               | —               | —               | —               | —               | —               | —               | —               | —               | Modern Guilt                    |
| 2008 | «Youthless»             | —               | —               | —               | —               | —               | —               | —               | —               | —               | —               | —               | —               | —               | —               | Modern Guilt                    |
| 2015 | «Dreams»                | —               | 2               | —               | —               | —               | —               | —               | —               | —               | —               | —               | —               | —               | —               | Colors                          |
| 2016 | «WOW»                   | —               | 13              | —               | —               | —               | —               | —               | —               | —               | —               | —               | —               | —               | —               | Colors                          |
| 2017 | «Up All Night»          | —               | 10              | —               | —               | —               | —               | —               | —               | —               | —               | —               | —               | —               | —               | Colors                          |
| 2017 | «Dear Life»             | —               | 21              | —               | —               | —               | —               | —               | —               | —               | —               | —               | —               | —               | —               | Colors                          |

- 1 — Charted at #5 on the UK Indie Chart.[24]
- Youthless

### EPs
- Stray Blues (2000)
- Beck (EP) (2001)